# 남양주금곡초등학교
남양주금곡초등학교는 대한민국 경기도 남양주시 금곡동에 있는 공립 초등학교이다.

## 학교 연혁
- 1918년 4월 6일 설립인가
- 1919년 4월 1일 금곡공립보통학교(4년제) 개교
- 1923년 4월 1일 6년제로 개편
- 1938년 4월 1일 금곡공립심상소학교로 개칭[1]
- 1941년 4월 1일 금곡공립국민학교로 개칭[2]
- 1949년 10월 18일 양정국민학교 분리
- 1968년 3월 2일 평내국민학교 분리
- 1981년 3월 2일 병설유치원 인가
- 1996년 3월 1일 남양주금곡초등학교로 교명 변경[3]
- 1997년 9월 1일 동곡초등학교 분리(4학급)
- 2019년 1월 10일 제97회 졸업식(80명)
- 2019년 3월 1일 일반학급 17, 특수학급 1, 유치원 일반학급 1, 유치원 특수학급 1 편성
- 2019년 9월 1일 박승근 교장 취임
- 2020년 1월 3일 제98회 졸업식(85명)
- 2020년 3월 1일 일반학급 14, 특수학급 1, 유치원 일반학급 1, 유치원 특수학급 1 편성
- 2021년 1월 11일 제99회 졸업식(53명)
- 2021년 3월 1일 일반학급 14, 특수학급 1, 유치원 일반학급 1, 유치원 특수학급 1 편성

## 학교 상징
- 교화 - 개나리 : 사랑과 화목, 꿈과 희망
- 교목 - 소나무 : 고결, 인내, 충실, 맑음

## 참고 자료
- 남양주금곡초등학교 - 한국교육학술정보원 학교알리미